# The Revölution by Night
The Revölution by Night je deváté studiové album americké hardrockové kapely Blue Öyster Cult. Vydáno bylo v listopadu roku 1983 společností Columbia Records a jeho producentem byl Bruce Fairbairn. Jde o vůbec první album v historii kapely, na němž nehraje její klasická sestava – vyhozeného bubeníka Alberta Boucharda nahradil Marc Baum.

## Seznam skladeb
1. Take Me Away (Eric Bloom, Aldo Nova) – 4:31
2. Eyes on Fire (Gregg Winter) – 3:56
3. Shooting Shark (Donald Roeser, Patti Smith) – 7:09
4. Veins (Roeser, Richard Meltzer) – 3:59
5. Shadow of California (Joe Bouchard, Sandy Pearlman, Neal Smith) – 5:10
6. Feel the Thunder (Bloom) – 5:48
7. Let Go (Bloom, Roeser, Ian Hunter) – 3:28
8. Dragon Lady (Roeser, Broadway Blotto) – 4:08
9. Light Years of Love (Bouchard, Helen Wheels) – 4:05

## Obsazení
Blue Öyster Cult
- Eric Bloom – kytara, zpěv
- Donald „Buck Dharma“ Roeser – kytara, klávesy, zpěv
- Allen Lanier – klávesy, klavír
- Joe Bouchard – baskytara, kytara, vokodér, zpěv
- Rick Downey – bicí

Ostatní hudebníci
- Larry Fast – syntezátor, programování
- Aldo Nova – kytara, syntezátor
- Gregg Winter – doprovodné vokály
- Randy Jackson – baskytara
- Marc Baum – saxofon